# 神探可伦坡
《神探可伦坡》是一部著名的美国经典电视电影系列，由彼得·福克（Peter Falk）主演。自1968年2月20日～2003年1月30日期间，包括2集试播片、本章以及之后陆续推出的特别篇，共69集。故事讲述一位总是穿着一件皱巴巴的棕色风衣，顶着一头乱发，嘴里叼雪茄，开着一辆標緻403的洛杉矶重案组的刑警主角可伦坡（Columbo）。看似不修边幅的他，总是以敏锐的推理能力侦破各种案件，并让犯人无从抵赖。
本片每集成独立篇，一大特点是每集中客串演出犯人角色的全为名演员与名人。另一特点是剧情采用固定的倒叙推理形式：先描述犯人作案的情形，而后描写可伦坡从与嫌疑犯的交谈及证据中确定其嫌疑，逼得犯人不得不自白。犯人原以为天衣无缝的杀人计划，都逃不过他的锐眼。他的一句名言是：“世上没有完美犯罪。”
本片特别之处就是使用较少见的倒叙推理形态，着重如何抓住犯人，而不是常见的查证谁是凶手，犯罪手法或动机。这种剧情铺陈手法、以及人物设定，日後为三谷幸喜所编剧的日剧《古畑任三郎》系列所師法。

## 播放
该剧的类型是电视电影（而非电视连续剧），每集约70-100分钟（不含广告），由环球影业 (Universal Studios，又称环球影片（Universal Pictures）)制作，于1968至1978年在美国NBC国家广播公司电视台的NBC神秘之夜节目中与《麦高探长》、《麦美伦探长》等警匪片循环轮流播出。本片曾随着1977年《NBC神秘之夜》节目的结束，于第7季停播。然后从第8季，1989年开始改由ABC美国广播公司电视台接手在《ABC神秘之夜》中循环轮流播出至第9季。1990年8月《ABC神秘之夜》节目的结束后，本片开始不定期播放，而这期间的特别篇通常归类到第10季。由于循环轮流播出的关系，本片通常每个月只播放一集，因此30多年也只拍了69集。不过，也正因为拍了69集，本片通常被归类到电视剧中。目前至少有80个电视频道，多达44个国家播曾经放过该片。
香港的丽的RTV中文台曾于1970年代引进《NBC神秘之夜》节目配音播出。
台湾也曾由中视于1970年代和1990年代以《神探可伦坡》之名播出。

1990年代后，卫星频道Cinemax和HBO亚洲台都曾在兩岸三地以「神探可伦坡」之名播放过几集中文配音的案子。
其他非正式的译名还包括「神探科伦坡」、「神探哥伦坡」、「神探哥伦布」、「刑事可伦坡」、「刑事哥伦坡」

## 背景资料
本系列的故事和人物最初由William Link和Richard Levinson所创（原作Creator），但他们只负责过2集完整的剧本（Writer）和5集故事的构思（Story），并由第二季后完全退出了创作。因此69集的剧本构思几乎都是由不同的推理小说家和编剧写成的。同时本片每集的导演和主题曲也不相同，是个标准的电视电影。为保持水准，经常由主角彼得·福克担任制作人，另外电台也常请William Link 和Richard Levinson充当制作人。

### 第一代
可伦坡这个角色最早出现在1960年，NBC国家广播公司电视台的周日晚间剧场“The Chevy Mystery Show”；一集由Link 和Levinson 的短篇故事“May I Come In”改编而成的电视节目“Enough Rope”中。虽说如此，但这位由伯特·弗里德(Bert Freed)饰演的可伦坡其实只是个非常小的配角，仅排在演员表的倒数第二位。
而在原作“May I Come In”中，可伦坡这个人物并未出现，取代的是一个戏份更少的费舍尔警督（Lt. Fisher），同时剧情则类似愛倫·坡所著的犯罪故事《黑貓》或《洩密的心》。
该集播出后，2位作者对此成果并不满意，不过他们发现这个故事可以很容易改编成一个舞台剧。

### 第二代
接着在1962年1月2日，“Enough Rope”被改编成舞台剧“Prescription: Murder”，由得过奥斯卡最佳男配角的托马斯·米切尔饰演可伦坡。该主角在舞台剧的巡回演出时癌症身亡。 
在舞台剧中的巡回演出中，作者们得知比起身为凶手的主角，许多观众更喜欢后来登场的配角侦探，因此作者大大增加了可伦坡与凶手的对手戏。因而本剧开始走向倒叙推理的结构。

### 第三代
最初,作者想让冰·哥羅士比(Bing Crosby)或是李·科布(Lee J. Cobb)饰演该角色，但是李·科布当时档期冲突，冰·哥羅士比则又拒绝出演可伦坡。于是找来了比作者想像中年轻许多的彼得·福克。
1968年2月20日，彼得·福克在试播片“Prescription: Murder”中初次饰演可伦坡，并获得了极大的成功。因此NBC提出第二集试播片的计划，看该片是否有可能成为固定剧集。最初作者和主演都因各种原因对24集60分钟电视剧没兴趣，并不打算接下这个包袱。所以电视台让步，提议拍6集90分钟的电影并与其它的警匪片循环轮流播出一年。
随着第二集试播片“Ransom For a Dead Man”的成功，1971年9月15号《神探可伦坡》正式开始在NBC神秘之夜节目中与其它警匪片循环轮流播出，后来更是成为NBC神秘之夜的压轴戏。第一季花了约5个月的时间制作，本来作为第一季第一集的“Death Lends a Hand”则改为“Murder by the Book”，并由最初的6集增至7集。
正式播出时，因为其特殊的结构和人设，Link 和Levinson 曾被电台高层施压，包括建议为可伦坡添置个固定部下并安排其太太出场、安排爱情戏、把未完善的倒叙推理改为更火的whodunit模式。但作者们并未接受。
事实上可伦坡的一身形像完全是由彼得·福克自己定义的。可伦坡的风衣，裤子，皮鞋，绿领带全是彼得·福克自己的，车也是他自己在停车场里挑的。

### 之后
经彼得·福克打响了可伦坡这个人物后，众多的同人小说，电影，电视剧，以及连环画也相继的出现。
“Prescription: Murder”的舞台剧也在各国也多次的演出。2007年，William Link替本系列写了第二篇舞台剧“Columbo Takes The Rap”，并在加拿大开始表演。
2010年“Prescription: Murder” 在伦敦巡回演出,由Dirk Benedict饰演可伦坡。

## 人物档案
作者故意并坚持把可伦坡的人物设定神秘化，使观众需自行总结。

在"Dead Weight"这集中，Columbo出示的警察证的显示他的全名为法兰克·可伦坡（Frank Columbo）。

名字

整个系列中，可伦坡都让人以Columbo、Lieutenant（警督）或是Lieutenant Columbo 称呼他。可伦坡在“By Dawn's Early Light”这集中说只有他太太才能叫他全名。
但在数个案件中在他出示的警察证上显示他的全名为法兰克·可伦坡（Frank Columbo）。
同时不少国家版本的DVD或电视台都有用过以印刷体写出Frank Columbo的警察证做为宣传。
国外的《琐事百科全书》（The Trivia Encyclopedia）的作者当年为了能保护自己的创作（作者认为若别人抄袭他的著作的话，会把错误资料也抄了），所以在书中故意错说可伦坡的全名是“Philip Columbo”，造成了不少影迷中的“Philip Columbo”误传。

荷兰版的DVD封面多以可伦坡的警察证为背景

两岸主角的官方翻译都是可伦坡。
香港的官方翻译则为哥伦布，但是常有人错写成高伦布。
职业
美国洛杉矶警察局（LAPD）的凶杀科刑警，阶级为警督。
从试播片开始到2003年为止，整整35年，主角可伦坡的警衔阶级都保持为Lieutenant。由于美国警察没有全国统一的警衔，单洛杉矶警察局而言，Lieutenant指的是警督。
值得一提的是，在日本Lieutenant本该译成警部补。但日语配音版称可伦坡警督为「科伦坡警部」，同时片名则被译成「刑事科伦坡」（日語：刑事コロンボ，刑事指的是美国的警监、日本的警部）。香港配音版则译为「哥伦布督察」
特征
见血头晕、不带枪、一头乱发、叼着雪茄、穿着一件棕色风衣、开着最喜欢的老爷车到案发现场。
在细节上拥有极为卓越的观察能力，推理能力及超强记忆力。
擅长岔开话题，看似不修边幅，却很有礼貌。解决事件时，几乎都是与嫌疑犯1对1的质问。
标志的棕色风衣几乎不离身，他太太曾送他一件新风衣，但因为“不习惯”的关系还是换回来了。
曾几次试图戒烟但就是戒不了，只抽雪茄，但并无特定品牌。
早期只喝黑咖啡，但后来也开始加糖了。
怕高、怕坐飞机，钱包里总不放很多钱。
最喜欢吃辣酱汤Chili配苏打饼干。
会打保龄球和台球。
义眼
虽然彼得·福克的右眼在他3岁时因恶性肿瘤而被切除，但是剧中可伦坡的人物设定是否如此却一直无法得知。
直到1997年，第66集，25周年的纪念篇“A Trace of Murder”中, 主角可伦坡自己说道“Three eyes are better than one”暗示到自己只有一只眼睛。
宠物
当NBC提议为可伦坡添置一位固定部下时，作者为避免人物过于饱满，改成添置一只狗。
在第二季第一集，收养了一只在拘留所找到的巴吉度獵犬。
可伦坡曾试图给它取个名字，可就是想不出一个好名字来，最后可伦坡干脆不起名字，直接以"狗"（Dog）或"喂"叫唤它了。
虽然如此，这只巴吉度獵犬并不是每集都出场。
部下
可伦坡通常独自调查案件。但常有部下被派来支援他。69集中重复的“固定”部下也不是没有。 
常见的3位分别是：认真的Kramer警長(Bruce Kirby 饰)、曾替可伦坡去射击场练习的Burke警長(Jerome Guardino 饰)、崇拜可伦坡的Wilson警長(鲍勃·迪西 饰)。

### 办案方式
1. 可伦坡在破案过程中，时不时会说出一些虚无缥缈的话，其目的主要是分散嫌疑犯及其关系人的警戒心，来套出一些破绽。常说的都包括： "Just one more thing..."(还有件事)、 "One more question..."(还有个问题)、 " My wife..."(我太太)、"There's something that bothers me"（有件事一直困扰着我）。
2. 可伦坡从不带枪，因为他说他从来不能打中目标。在“Forgotten Lady”这集中，他被查出已经违规10年没去射击场练习了。没有信心通过连射击测试的他甚至叫同事替他代考。
3. 有时还会布局、比如用假证物让犯人上钩。(根据美国洛杉矶的法庭制度，他只需能把犯人送上法庭给陪审团决定。)

### 老爷车
可伦坡开的是法国产的1959年标致403敞篷车(附带了个无线电), 而不是洛杉矶警察局(LAPD)的警车办案。虽然他有蜗牛警示灯，但他从来没用过。事实上，1959年产的标致403一共只有504辆 
，而剧中更称是全美只有3辆的稀有车种。

## 最终篇
早在2007年，彼得·福克选中剧本Hear No Evil（后来改名为Columbo's Last Case），并同意把该剧本当成该系列的第70集，40周年纪念完结篇。虽然该剧本有个非常妙的逆转（twist）结局，然而之前一直播放可伦坡系列的ABC美国广播公司却认为80岁高龄的彼得·福克若担任主演会没有收视，因此并没有购买该集。为此，NBC环球重新推出了可伦坡的DVD集做为宣传，并希望该最终篇可以被其它国家的电视台买下。同年底，主角Peter Falk因为牙科手术而患上阿兹海默病，该计划因而暂停。
演员彼得·福克在2009年时已经记不得可伦坡这个角色，他于2011年6月23日去世，享年83岁

至此该计划彻底告吹。

## 发行与播放资料

### DVD发行
- 环球影业家庭娱乐从2004年开始在全球范围发行可伦坡的DVD集。ABC神秘之夜节目结束后播放的特别篇通常归类到第10季（2区/4区）。
- 而同在2区的法国／荷兰版从第6季开始为了加速发行，把2季并套发行，却最终分成了12季。
- 1区版为了区分NBC国家广播公司与ABC美国广播公司播放的集数，从第8季开始以The Mystery Movie Collection的方式按播放年度发行，收录的集数并不对应2区/4区。
- 个别非官方网站（如IMDb则分为13季、影迷站分为11/18季），然而并没有任何官方证据支持此观点。
- 为避免误导公众，本条目将使用最普遍的方式分成10季。

| 名称                                                                                         | 集数                | DVD 发行日     | DVD 发行日                  | DVD 发行日                   |
| 名称                                                                                         | 集数                | 1区            | 2区                         | 4区                          |
| -------------------------------------------------------------------------------------------- | ------------------- | -------------- | --------------------------- | ---------------------------- |
| 第一季&试播片 The Complete First Season                                                      | 第1~9集             | 2004年9月7日   | 2004年9月13日               | 2004年12月3日                |
| 第二季 The Complete Second Season                                                            | 第10~17集           | 2005年3月8日   | 2005年7月18日               | 2005年7月13日                |
| 第三季 The Complete Third Season                                                             | 第18~25集           | 2005年8月9日   | 2005年11月14日              | 2006年7月20日                |
| 第四季 The Complete Fourth Season                                                            | 第26~31集           | 2006年3月14日  | 2006年9月18日               | 2006年9月19日                |
| 第五季 The Complete Fifth Season                                                             | 第32~37集           | 2006年6月27日  | 2007年2月12日               | 2007年                       |
| 第六&七季 The Complete Sixth & Seventh Seasons                                               | 第38~45集           | 2006年11月21日 | 2007年4月30日               | 2007年5月2日                 |
| 第八季 The Complete Eighth Season (2区)                                                      | 第46~49集           | N/A            | 2008年3月31日               | N/A                          |
| 第九季 The Complete Ninth Season (2区/4区)                                                   | 第50~55集           | N/A            | 2009年3月30日               | 2009年5月6日                 |
| 第十季（特别篇） The Tenth Season – Volume 1 (2区/4区) The Tenth Season – Volume 2 (2区/4区) | 第56~63集 第64~69集 | N/A            | 2009年6月15日 2009年7月27日 | 2009年7月28日 2009年11月10日 |
| The Mystery Movie Collection 1989 (1区/4区)                                                  | 第46~50集           | 2007年4月24日  | N/A                         | 2008年6月4日                 |
| The Mystery Movie Collection 1990                                                            | 第51~56集           | 2009年2月3日   | N/A                         | N/A                          |
| The Mystery Movie Collection 1991–1993                                                       | 第57~62集           | 2011年2月8日   | N/A                         | N/A                          |
| The Mystery Movie Collection 1994–2003                                                       | 第63~69集           | 2012年1月10日  | N/A                         | N/A                          |
| 完全版 Columbo: The Complete Series                                                          | 69集                | 2012年10月16日 | 2009年10月19日              | N/A                          |
| Columbo Season 6 and 7                                                                       | ?                   | N/A            | 2007年3月27日               | N/A                          |
| Columbo Season 8 and 9                                                                       | ?                   | N/A            | 2007年7月24日               | N/A                          |
| Columbo Season 10 and 11                                                                     | ?                   | N/A            | 2007年8月23日               | N/A                          |
| Columbo season 12                                                                            | ?                   | N/A            | 2009年12月4日               | N/A                          |

### 蓝光发行
为纪念于2011年6月23日去世的彼得·福克，没能发行完全套DVD的日本，于2011年12月2日成为了首个发行《神探可伦坡蓝光完全版》的国家（日語：刑事コロンボ コンプリート ブルーレイBOX）。德国则于2013年6月28日发售“By Dawn's Early Light”这集的蓝光版。

## 奖项与提名
从1971年至2005年，本片获得多次奖项与提名，其中更是包括获得了13个艾美奖, 3个金球奖, 2个TP de Oro奖，和2个爱伦·坡奖 。
| 黄金时段艾美奖 | |                                                                                  |      |
| 年份           | 类别 | 被提名者                                                                         | 结果 |
| 1971           | Outstanding Single Performance by an Actress in a Leading Role                                                               | Lee Grant "Ransom for a Dead Man"                                                | 提名 |
| 1972           | Outstanding Writing Achievement in Drama                                                                                     | Jackson Gillis "Suitable for Framing"                                            | 提名 |
| 1972           | Outstanding Writing Achievement in Drama                                                                                     | Steven Bochco "Murder by the Book"                                               | 提名 |
| 1972           | Outstanding Series - Drama                                                                                                   | Richard Levinson, William Link, Everett Chambers                                 | 提名 |
| 1972           | Outstanding New Series | Richard Levinson, William Link, Everett Chambers                                 | 提名 |
| 1972           | Outstanding Directorial Achievement in Drama - A Single Program of a Series with Continuing Characters and/or Theme          | Edward M. Abroms "Short Fuse"                                                    | 提名 |
| 1972           | Outstanding Achievement in Music Composition - a Series or a Single Program of a Series                                      | Billy Goldenberg "Lady in Waiting"                                               | 提名 |
| 1972           | Outstanding Continued Performance by an Actor in a Leading Role in a Dramatic Series                                         | 彼得·福克                                                                        | 獲獎 |
| 1972           | Outstanding Writing Achievement in Drama                                                                                     | Richard Levinson, William Link "Death Lends a Hand"                              | 獲獎 |
| 1972           | Outstanding Achievement in Film Editing Entertainment Programming - a Series or a Single Program of a Series                 | Edward M. Abroms "Death Lends a Hand"                                            | 獲獎 |
| 1972           | Outstanding Achievement in Cinematography Entertainment Programming - a Series or a Single Program of a Series               | Lloyd Ahern "Blueprint for Murder"                                               | 獲獎 |
| 1973           | Outstanding Writing Achievement in Drama                                                                                     | Steven Bochco "Étude in Black"                                                   | 提名 |
| 1973           | Outstanding Drama Series | Dean Hargrove                                                                    | 提名 |
| 1973           | Outstanding Directorial Achievement in Drama - A Single Program of a Series with Continuing Characters and/or Theme          | Edward M. Abroms "The Most Dangerous Match"                                      | 提名 |
| 1973           | Outstanding Continued Performance by an Actor in a Leading Role                                                              | 彼得·福克                                                                        | 提名 |
| 1973           | Outstanding Achievement in Costume Design                                                                                    | Grady Hunt "Dagger of the Mind"                                                  | 提名 |
| 1974           | Best Lead Actor in a Limited Series                                                                                          | 彼得·福克                                                                        | 提名 |
| 1974           | Outstanding Limited Series                                                                                                   | Dean Hargrove, Roland Kibbee, Douglas Benton, Robert F. O'Neill, Edward K. Dodds | 獲獎 |
| 1974           | Best Cinematography Entertainment Programming - a Series or a Single Program of a Series                                     | Harry L. Wolf "Any Old Port in a Storm"                                          | 獲獎 |
| 1975           | Outstanding Limited Series                                                                                                   | Dean Hargrove, Roland Kibbee, Douglas Benton, Everett Chambers, Edward K. Dodds  | 提名 |
| 1975           | Outstanding Individual Achievement in Art Direction or Scenic Design - a Single Episode of a Comedy, Drama or Limited Series | Michael Baugh, Jerry Adams "Playback"                                            | 提名 |
| 1975           | Outstanding Lead Actor in a Limited Series                                                                                   | 彼得·福克                                                                        | 獲獎 |
| 1975           | Outstanding Single Performance by a Supporting Actor in a Comedy or Drama Series]]                                           | Patrick McGoohan "By Dawn's Early Light"                                         | 獲獎 |
| 1975           | Outstanding Achievement in Cinematography Entertainment Programming a Series                                                 | Richard C. Glouner "Playback"                                                    | 獲獎 |
| 1976           | Outstanding Drama Series | Everett Chambers                                                                 | 提名 |
| 1976           | Outstanding Lead Actor in a Drama Series                                                                                     | 彼得·福克                                                                        | 獲獎 |
| 1977           | Outstanding Drama Series | Everett Chambers                                                                 | 提名 |
| 1977           | Outstanding Lead Actor in a Drama Series                                                                                     | 彼得·福克                                                                        | 提名 |
| 1978           | Outstanding Achievement in Music Composition a Series                                                                        | Patrick Williams "Try and Catch Me"                                              | 提名 |
| 1978           | Outstanding Lead Actor in a Drama Series                                                                                     | 彼得·福克                                                                        | 提名 |
| 1978           | Outstanding Drama Series | Richard Alan Simmons                                                             | 提名 |
| 1978           | Outstanding Film Editing in a Drama Series                                                                                   | Robert Watts "How to Dial a Murder"                                              | 提名 |
| 1989           | Outstanding Achievement in Music Composition a Series                                                                        | Patrick Williams "Murder, Smoke and Shadows"                                     | 提名 |
| 1990           | 剧情类剧集最佳客串男演员 | Patrick McGoohan "Agenda Murder"                                                 | 獲獎 |
| 1990           | Outstanding Lead Actor in a Drama Series                                                                                     | 彼得·福克                                                                        | 獲獎 |
| 1991           | 剧情类剧集最佳客串男演员 | Dabney Coleman "Columbo and the Murder of a Rock Star"                           | 提名 |
| 1991           | Outstanding Lead Actor in a Drama Series                                                                                     | 彼得·福克                                                                        | 提名 |
| 1994           | 剧情类剧集最佳客串女演员 | 费·唐娜薇 "It's All in the Game"                                                 | 獲獎 |
| 1994           | Outstanding Lead Actor in a Drama Series                                                                                     | 彼得·福克                                                                        | 提名 |

| 爱伦·坡奖 |              |                                                                 |      |
| 年份      | 类别         | 被提名者                                                        | 结果 |
| 1972      | 最佳电视剧集 | Steven Bochco "Murder by the Book"                              | 提名 |
| 1974      | 最佳电视剧集 | Jackson Gillis "Requiem a Falling Star"                         | 提名 |
| 1979      | 最佳电视剧集 | Robert Van Scoyk "Murder Under Glass"                           | 獲獎 |
| 1979      | 爱伦坡特别奖 | Richard Levinson, William Link “神探可伦坡”和“艾勒里昆恩”电视剧 | 獲獎 |

| 金球奖 |                              |                                  |      |
| 年份   | 类别                         | 被提名者                         | 结果 |
| 1972   | BEST TELEVISION SHOW, DRAMA  | William Link                     | 獲獎 |
| 1972   | 剧情类最佳男演员             | 彼得·福克                        | 提名 |
| 1973   | 最佳戏剧类影集               |                                  | 獲獎 |
| 1973   | 剧情类最佳男演员             | 彼得·福克                        | 獲獎 |
| 1974   | 最佳戏剧类影集               |                                  | 提名 |
| 1974   | 剧情类最佳男演员             | 彼得·福克                        | 提名 |
| 1975   | 最佳戏剧类影集               |                                  | 提名 |
| 1975   | 剧情类最佳男演员             | 彼得·福克                        | 提名 |
| 1976   | 剧情类最佳男演员             | 彼得·福克                        | 提名 |
| 1978   | 最佳戏剧类影集               |                                  | 提名 |
| 1978   | 剧情类最佳男演员             | 彼得·福克                        | 提名 |
| 1991   | 剧情类最佳男演员             | 彼得·福克                        | 提名 |
| 1992   | 连续短剧与电视电影最佳男主角 | 彼得·福克                        | 提名 |
| 1994   | 最佳连续短剧或电视电影       | "It's All in the Game"           | 提名 |
| 1994   | 连续短剧与电视电影最佳男演员 | 彼得·福克 "It's All in the Game" | 提名 |
| 1994   | 连续短剧与电视电影最佳男演员 | 费·唐娜薇 "It's All in the Game" | 提名 |

| TP de Oro奖 |                |           |      |
| 年份        | 类别           | 被提名者  | 结果 |
| 1975        | 最佳外国男演员 | 彼得·福克 | 獲獎 |
| 1978        | 最佳外国男演员 | 彼得·福克 | 獲獎 |

## 衍生作品

### 小说
MCA于1972年出版了一系列由Alfred Lawrence, Henry Clement 以及Lee Hays等人创作的小说，其中一些改编自可伦坡的电视电影。另外也有直接改编自原电视电影的小说版。
此外从1994至1999年,William Harrington也写了数本可伦坡的小说。
原作者之一的William Link曾在2010年出版了一本可伦坡的短篇故事集《The Columbo Collection》，并在2012年出版了一篇短篇《Death Leaves a Bookmark》。
此外，日本方面则全部出版了以上小说的日译版。
台湾的「世行出版社」则在1982年(民国71年)期间出版了几本神探可伦坡系列小说，并无再版。其中包括: 构想的死角、消失的证据、雨夜谋杀案等。

### 可伦坡夫人
当NBC神秘之夜节目在1977年结束后，电视台希望借可伦坡的名气再赚一笔的衍生作品。因此在1979～1980年间播放了13集由Kate Mulgrew主演的《Mrs. Columbo》（可伦坡夫人）电视剧。本剧虽然也试图走可伦坡的倒叙推理模式，但是风格却不同；几乎所有可伦坡迷和原作者都拒绝承认这位夫人。
为提高收视率，播出期间曾多次传出彼得·福克会出演的谣言。虽然可伦坡从未在本剧中出现，但却被重复暗指。包括每集片头曲中出现的狗，吸剩的雪茄，老爷车。以及剧中提及女主角的丈夫是LAPD的警督。
后来剧组更是一度把片名从《Mrs. Columbo》（可伦坡夫人）更换为《Kate Columbo》 （凯特科伦坡）再更换为《Kate the Detective》（凯特侦探）， 最后改成《Kate Loves a Mystery》（喜欢谜团的凯特）；倒叙推理模式变成whodunit模式，女主人公甚至也被安排与丈夫离婚，因而改名成毫无关联的"Kate Callahan"，以撇清与本剧的关系。
《可伦坡夫人》也曾在台湾台视播出，个别剧集以特别收录的形式收录于《神探可伦坡》的DVD中。

### 其他
荒木飛呂彥的JOJO的奇妙冒險，第三部的主角-空條承太郎，在奈亞婆面前表示自己很喜歡神探可倫坡，而在旅館的訪客登記簿裡寫下空條Q太郎，因此拆穿奈亞婆是假扮的旅館主人，實為DIO的替身使者。